# Tinea culminicola
Tinea culminicola är en fjärilsart som beskrevs av Otto Staudinger 1894. Tinea culminicola ingår i släktet Tinea och familjen äkta malar.
Artens utbredningsområde är Bolivia. Inga underarter finns listade i Catalogue of Life.